# Goldrush

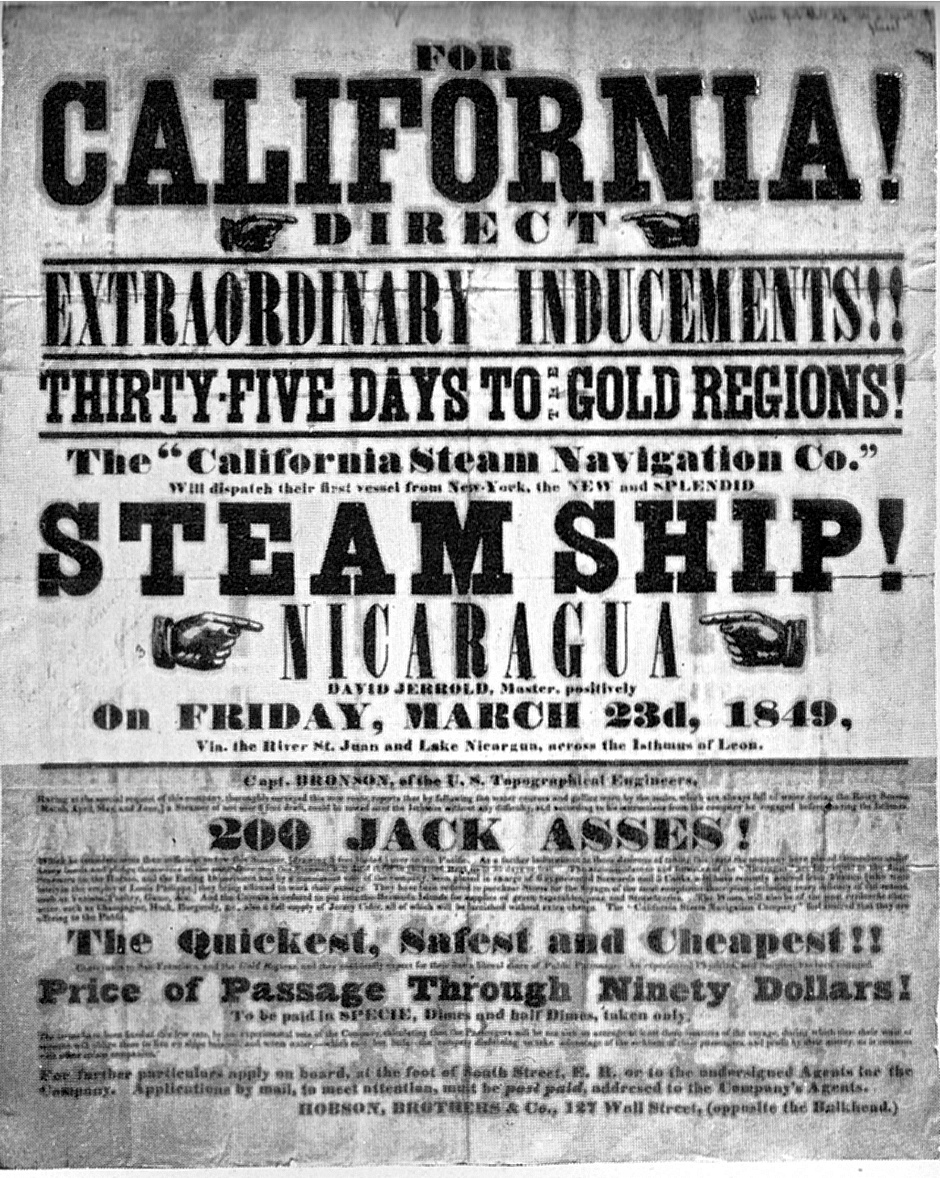
Aanplakbiljet Californische goldrush 1849

Een goldrush is een grootschalige, stormachtige migratie van mensen naar recent ontdekte goudvelden. Vanaf de 17de tot de 20ste eeuw ontstonden tientallen goldrushes. Landen die er het vaakst mee te maken kregen zijn Canada, de Verenigde Staten, Australië en Nieuw-Zeeland.
De term goldrush wordt soms in overdrachtelijke zin gebruikt als een sporter, team of afvaardiging op een toernooi meerdere gouden medailles haalt.

## Bekende goldrushes
Enkele goldrushes hebben veel aandacht gekregen in media, kunst en cultuur. De bekendste zijn:

### Californië
In Californië ontstond een van de beroemdste goldrushes. Het goud dat in 1848 werd gevonden bij Sutter's Mill zorgde voor meer dan 300.000 migranten. De reis van de gelukszoekers duurde maanden, was zwaar en kostte velen het leven. Eenmaal in Californië troffen zij een gebied aan waar wetteloosheid heerste, zodat zij zelf hun claimrecht moesten organiseren. Gaandeweg werd het goud moeilijker te winnen en vanaf 1856 waren substantiële investeringen nodig in mijnbouwapparatuur, waardoor alleen grote bedrijven de mijnbouw konden voortzetten en de toestroom van gelukszoekers opdroogde. Deze goldrush leidde tot een grote economische groei en tot het uitroepen van Californië tot de 31ste Staat.

### Klondike
In 1896 werd goud gevonden in regio Klondike in Yukon, Canada. Toen in 1897 mijnwerkers met hun goud in Seattle aankwamen, brak een goudkoorts uit die leidde tot een grote goldrush. De goudzoekers konden gebruikmaken van twee routes naar de Klondike: via land dwars door Brits-Columbia of over zee via de Inside Passage, een vaarroute tussen de eilanden voor de westkust van Canada. De goudvoorraad was snel uitgeput. Toen in 1899 in Nome in Alaska goud werd gevonden vertrokken de goudzoekers daarheen. De goldrush van Klondike was een inspiratiebron voor Charlie Chaplin bij het maken van de film The Gold Rush.

## Overige goldrushes
- Australië:[1] Victoria (1851), New South Wales (1851), West-Australië (1880)
- Brazilië: Ouro Preto (1693), Serra Pelada (1980)
- Argentinië en Chili:[2] Vuurland (1884)
- Canada: Queen Charlotte (1851), Fraser Canyon (1858), Blackfoot (1860), Rock Creek (1860), Similkameen (1860), Stikine (1861), Cariboo (1861), Nova Scotia (1861, 1896, 1932), Wild Horse Creek (1863), Goldstream (1863), Leechtown (1864), Big Bend (1865), Omineca (1869), Cassiar (1871), Cayoosh (1884), Tulameen (1885), Bridge River (1890), Golden Cache (1898), Porcupine (1911)
- Finland:[3] Lapland (1870, 1945)
- Frans-Guyana:[4] Maripasoula (2001)
- Kenia: Kakamega County (1930)
- Nieuw-Zeeland: Otago (1861), West Coast (1864), Coromandel (1867)
- Rusland: Siberië (1848)
- Schotland:[5] Kildonan (1869)
- Verenigde Staten: North Carolina (1800), Georgia (1829), Pike's Peak (1858), Black Hills (1876), Nome (1899), Fairbanks (1902)
- Zuid-Afrika:[6] Witwatersrand (1886)

## Galerij

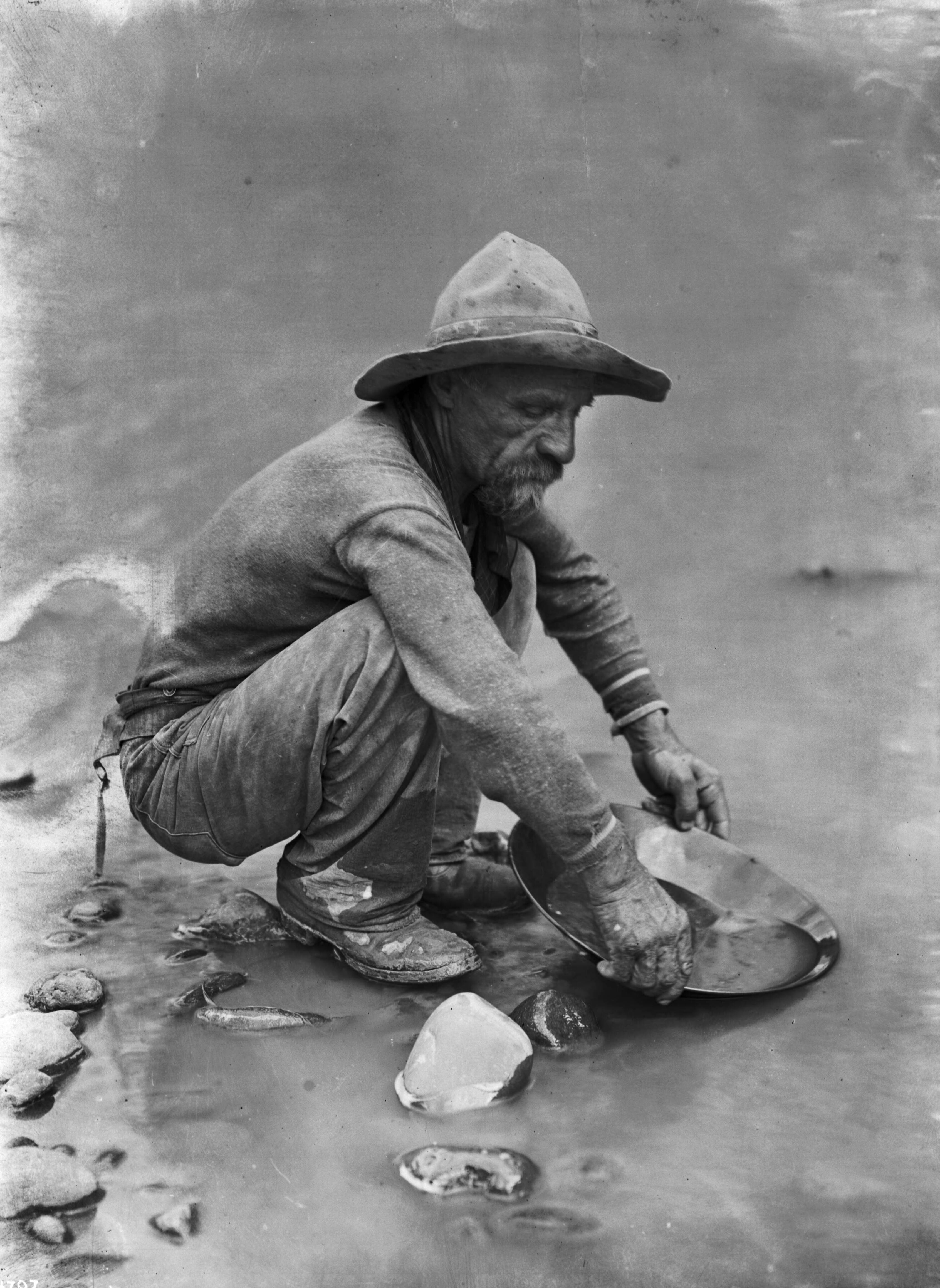
Californische 49-er met een goudpan
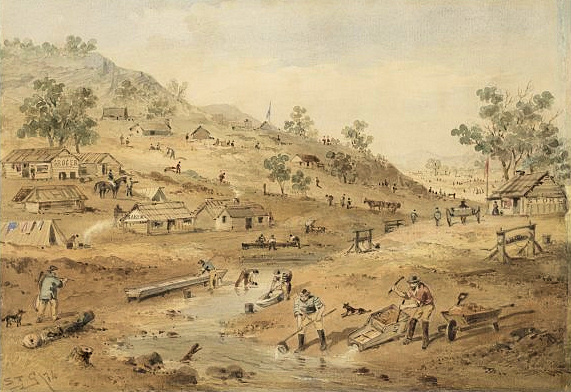
Goudzoekers in Australië in 1852, schilderij door G.T. Gill, 1874
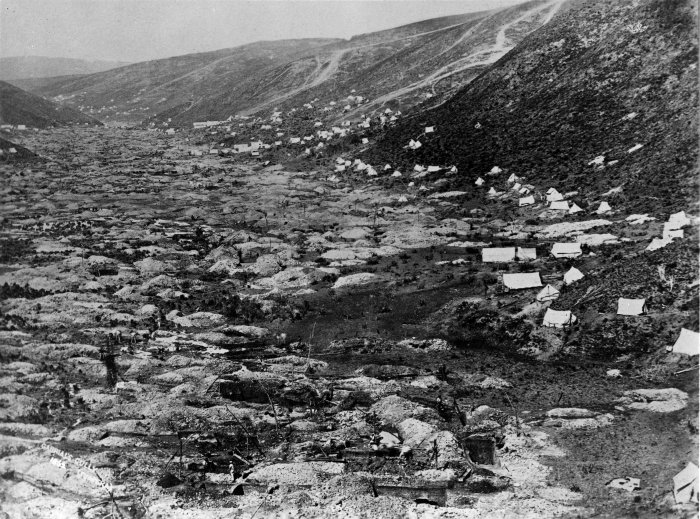
Goudzoekers in Otago, Nieuw-Zeeland in 1862
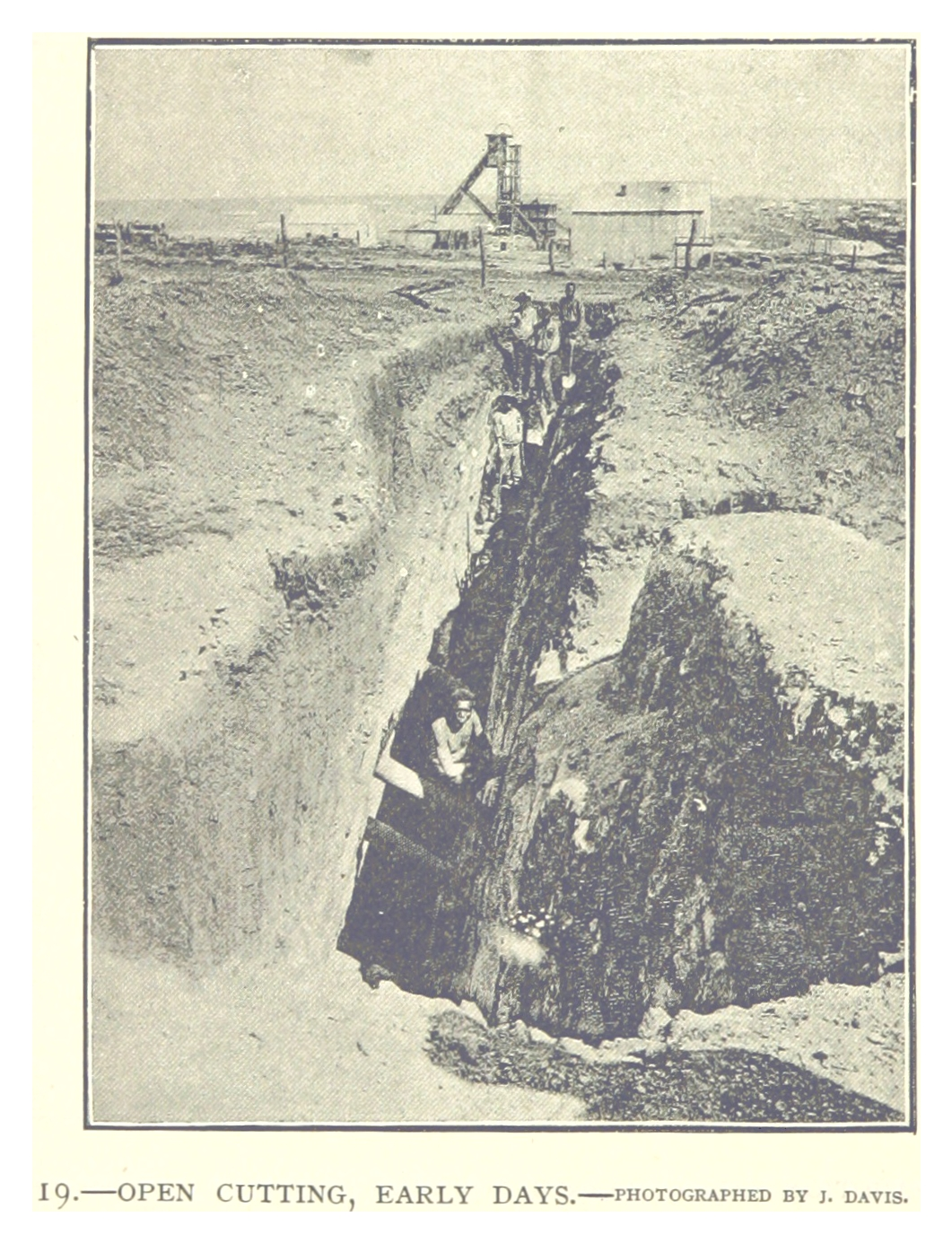
Een goudgroeve in Witwatersrand in 1893
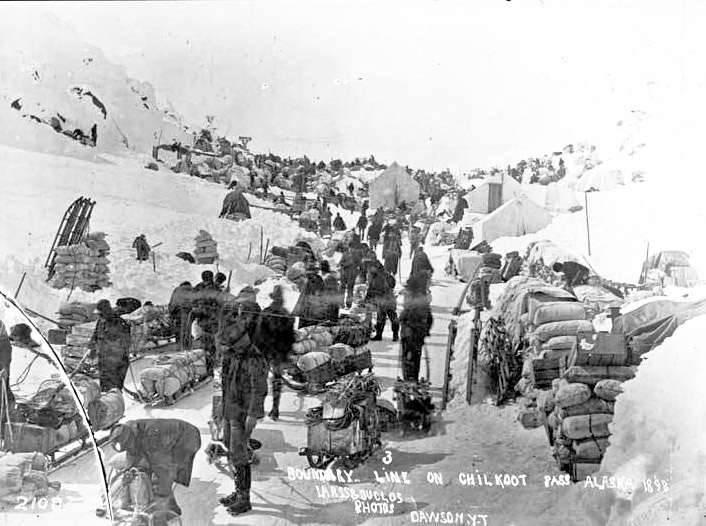
Goudzoekers op weg naar Klondike in 1898